# Calothamnus quadrifidus
Calothamnus quadrifidus  es una especie de arbusto oriundo de Australia Occidental. Su nombre común en Australia (one-sided bottlebrush, limpia botellas de un lado)  hace alusión a la posición de los estambres de su inflorescencia, alineados a un solo lado del tallo.

## Descripción
Crece alrededor de 2,5 m de altura y de ancho, florece de mediados del invierno a principios de verano. Flores rojas, blancas y amarillas, siendo el rojo el más común en cultivo.
La especie fue nombrada en honor del botánico Robert Brown quien recogió un espécimen en Lucky Bay, cerca de Esperance, (Australia occidental), en 1802.

## Sinonimia
- Beaufortia pinifolia Cels, Cat.: 8 (1817), nom. nud.
- Billottia acerosa Colla, Hortus Ripul.: 20 (1824).
- Melaleuca acerosa (Colla) Sweet ex G.Don, Gen. Hist. 2: 815 (1832).
- Calothamnus purpureus Endl. in S.L.Endlicher & al., Enum. Pl.: 48 (1837).
- Calothamnus clavatus J.Mackay ex Schauer, Nov. Actorum Acad. Caes. Leop.-Carol. Nat. Cur. 21: 24 (1845).
- Calothamnus laevigatus Schauer, Nov. Actorum Acad. Caes. Leop.-Carol. Nat. Cur. 21: 26 (1845).
- Calothamnus homalophyllus var. angustifolius Ewart, Proc. Roy. Soc. Victoria, n.s., 24: 63 (1911).[1]